# Mariana Čapková
Mariana Čapková je česká politička, členka Prahy sobě a od roku 2018 zastupitelka hlavního města Prahy. Po komunálních volbách v roce 2022 se stala zastupitelkou a posléze místostarostkou Prahy 6 pro oblast školství a investic ve školství a také předsedkyní Výbor pro sport a volný čas v Praze.

## Život
Pochází z Prahy 6, kde absolvovala mateřskou, základní i střední školu, základní uměleckou školu, a kde celý život žije a vychovává s manželem dvě děti. Absolvovala VŠE Praha a University of Nebraska, v oborech diplomacie, mezinárodní vztahy a národní bezpečnostní studia, studovala také na Universität Passau a Universität Heidelberg. Dříve působila například v Národním centru kybernetické bezpečnosti či na Ministerstvu zemědělství ČR v oddělení vědy a výzkumu. Producentka česko-amerického dokumentárního filmu Umění disentu a také spoluobnovitelka provozu pražského metronomu na Letné. Angažuje se jako místopředsedkyně Garanční rady v Památníku tichu, který mapuje osudy československých Židů, kteří skončili v transportech do koncentračních táborů za druhé světové války, nebo dříve v Muzeu paměti XX. století. Během pandemie byla členkou iniciativy ekonomů KoroNERV-20, která se transformovala do nové platformy KN-22.

## Politické působení
V komunálních volbách v roce 2018 uspěla jako nezávislá kandidátka za Prahu sobě a stala se zastupitelkou hlavního města Prahy. Na magistrátu vedla Výbor pro výchovu a vzdělávání a školství  se jí stalo jedním ze stěžejních politických zájmů. V komunálních volbách v roce 2022 pak uspěla na Praze 6  a stala se místostarostkou pro oblast školství a investic ve školství. Na Praze 6 aktivně bojuje proti spádové turistice na místních základních školách.